# 천안중학교
천안중학교(天安中學校)는 대한민국 충청남도 천안시 동남구 원성동에 있는 공립 중학교이다.

## 학교 연혁
- 1949년 9월 1일 : 천안농업중학교에서 제1회 입학
- 1951년 9월 24일 : 천안중학교로 분리 개교(9학급)
- 1955년 12월 26일 : 천안농업고등학교에서 분리 이전
- 1968년 3월 23일 : 천안중앙고등학교 병설
- 1975년 3월 1일 : 병설 분리
- 1986년 9월 24일 : 대강당(학생체육관) 준공
- 1988년 11월 25일 : 후동 4층(32교실) 증축 완공
- 2003년 2월 26일 : 제3동(소강당, 과학동, 급식동) 신축
- 2012년 12월 11일 : 천웅관 준공식
- 2014년 3월 21일 : 안태로도서관 개관
- 2018년 3월 11일 : 제1회 방송통신중학교 입학식 (75명 입학)
- 2022년 12월 18일 : 방송통신중학교 제3회 졸업식(48명 졸업)
- 2024년 1월 5일 : 제73회 천안중학교 졸업식(179명 졸업) (총 31,100명 졸업)
- 2024년 3월 1일 : 제28대 김홍석 교장 취임
- 2024년 3월 4일 : 제76회 천안중학교 입학식(216명 입학)
- 2024년 3월 10일 : 제6회 방송통신중학교 입학식(51명 입학)

## 참고 자료
- 천안중학교 - 한국교육학술정보원 학교알리미